# Обербромбах
Обербромбах (њем. Oberbrombach) општина је у њемачкој савезној држави Рајна-Палатинат. Једно је од 96 општинских средишта округа Биркенфелд. Према процјени из 2010. у општини је живјело 475 становника. Посједује регионалну шифру (AGS) 7134062.

## Географски и демографски подаци
Обербромбах се налази у савезној држави Рајна-Палатинат у округу Биркенфелд. Општина се налази на надморској висини од 478 метара. Површина општине износи 6,6 km². У самом мјесту је, према процјени из 2010. године, живјело 475 становника. Просјечна густина становништва износи 72 становника/km².